# Paris-Roubaix 2024
La 121e édition de Paris-Roubaix a lieu le 7 avril 2024 sur une distance de 259,7 km entre Compiègne et Roubaix. Cette course cycliste fait partie du calendrier UCI World Tour 2024 en catégorie 1.UWT. Elle est remportée par le Néerlandais Mathieu van der Poel (Alpecin-Deceuninck).

## Présentation

### Équipes
| WorldTeams (18)- Alpecin-Deceuninck - Arkéa-B&B Hotels - Astana Qazaqstan Team - Bahrain Victorious - Bora-Hansgrohe - Cofidis - Decathlon-AG2R La Mondiale - EF Education-EasyPost - Groupama-FDJ - Ineos Grenadiers - Intermarché-Wanty - Lidl-Trek - Movistar Team - Soudal Quick-Step - Team dsm-firmenich PostNL - Team Jayco AlUla - Team Visma \| Lease a Bike - UAE Team Emirates ProTeams (7)- Bingoal WB - Israel-Premier Tech - Lotto Dstny - Q36.5 Pro Cycling Team - Team Flanders-Baloise - TotalEnergies - Uno-X Mobility |
| |

### Parcours

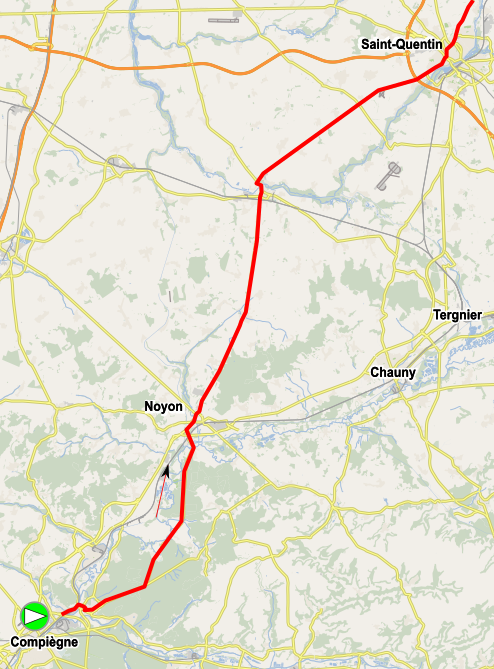
Première partie du parcours, secteurs pavés en vert.
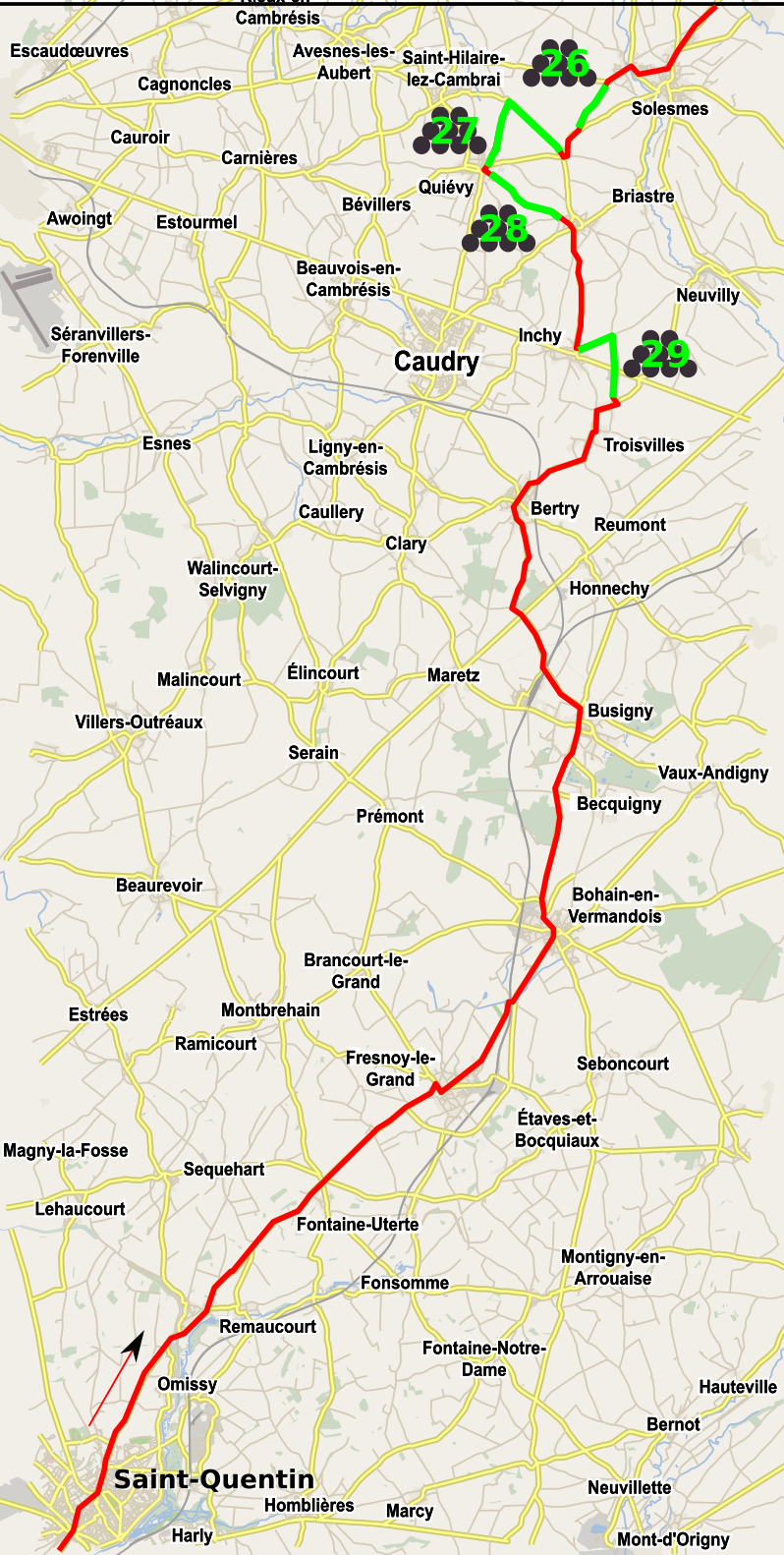
Parcours entre Saint-Quentin et Solesmes
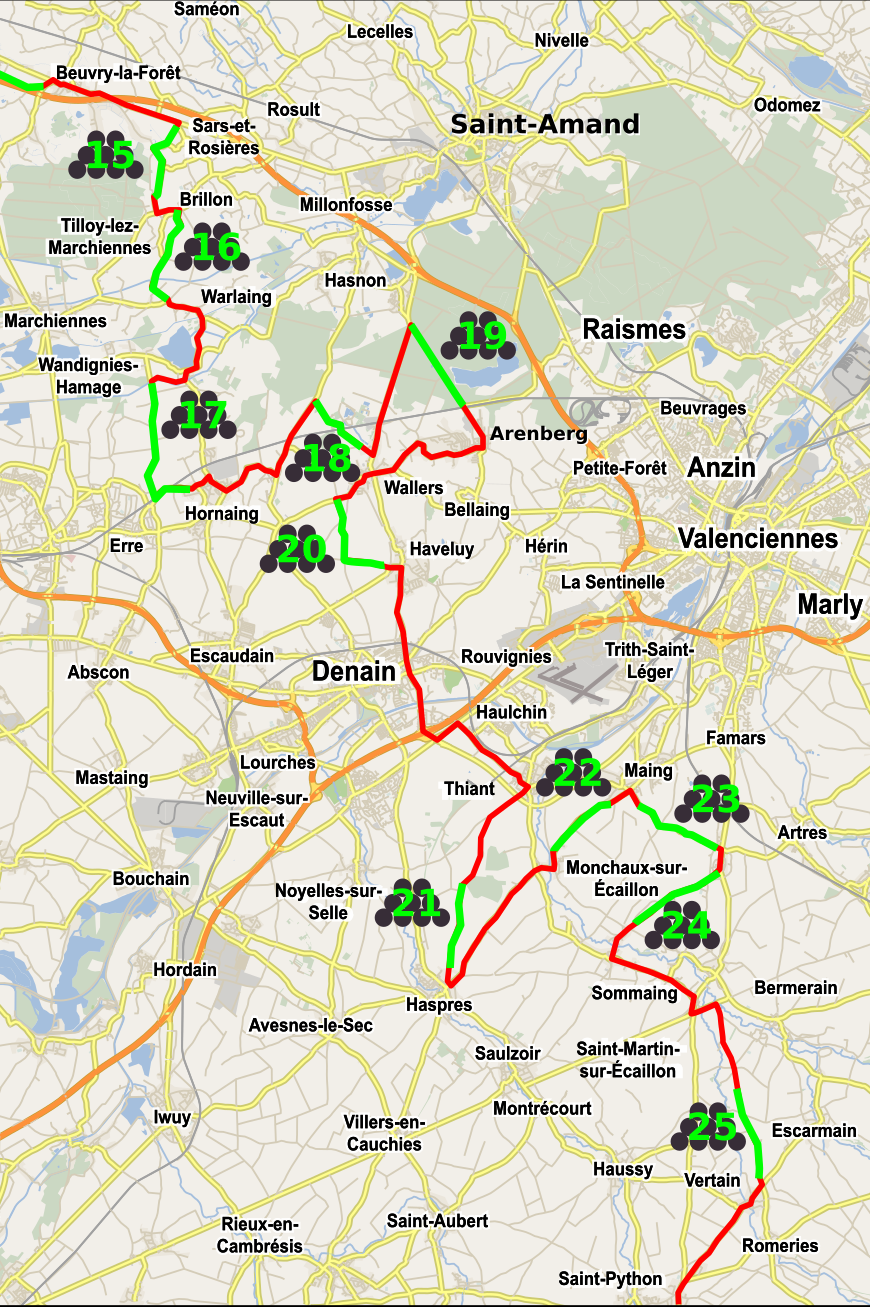
Parcours entre Solesmes et Orchies.
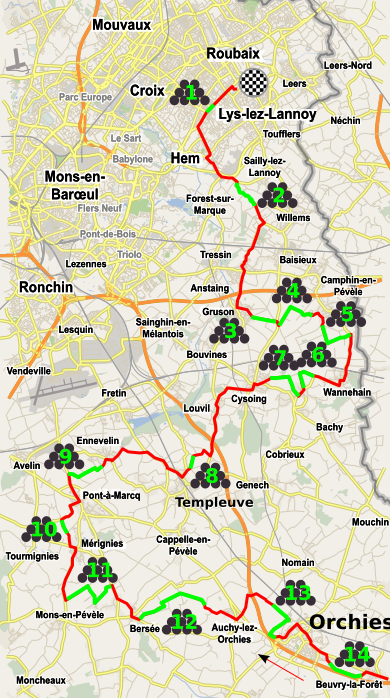
Parcours entre Orchies et Roubaix

#### Secteurs pavés
Si le nombre de secteurs est le même que l'an passé (29), il y a 3 changements : celui de Saint-Python est remplacé par Viesly à Briastre, ceux de Capelle à Ruesnes et d'Artres à Quérénaing sont ajoutés au détriment de Verchain-Maugré à Quérénaing tandis que celui de Haspres à Thiant n'est pas présent avant Denain.
Quelques jours avant l'épreuve, l'organisation annonce qu'une chicane est ajoutée peu avant l'entrée dans la trouée d'Arenberg dans le but de ralentir et d'allonger le peloton afin d'éviter des chutes. Celle-ci prend la forme d'un ilot central à contourner une quarantaine de mètre avant d'entamer le secteur pavé. Cette installation fait suite à une demande du CPA (Cyclistes Professionnels Associés), principal syndicat représentant les coureurs, qui indique que les coureurs préfèrent rentrer sur la trouée à 35 km/h plutôt qu'à 60 km/h. Cet ajout divise néanmoins dans le peloton, Mathieu van Der Poel, vainqueur de l'édition 2023 critiquant sur X l'installation de la chicane, tandis que Dylan van Baarle, vainqueur de l'édition 2022, en salue l'initiative.
| Secteur | Kilomètre | Localisation                              | Longueur | Difficulté |
| ------- | --------- | ----------------------------------------- | -------- | ---------- |
| 29      | 96        | Troisvilles > Inchy                       | 2 200 m  | 02         |
| 28      | 102,5     | Viesly > Quiévy                           | 1 800 m  | 03         |
| 27      | 105,1     | Quiévy > Saint-Python                     | 3 700 m  | 04         |
| 26      | 111,3     | Viesly > Briastre                         | 3 000 m  | 03         |
| 25      | 122,6     | Vertain > Saint-Martin                    | 2 300 m  | 03         |
| 24      | 129,3     | Capelle > Ruesnes                         | 1 700 m  | 03         |
| 23      | 138,3     | Artres > Quérénaing                       | 1 300 m  | 02         |
| 22      | 140,1     | Quérénaing > Maing                        | 2 500 m  | 03         |
| 21      | 143,2     | Maing > Monchaux-sur-Écaillon             | 1 600 m  | 03         |
| 20      | 156,2     | Haveluy > Wallers                         | 2 500 m  | 04         |
| 19      | 164,4     | Trouée d'Arenberg                         | 2 300 m  | 05         |
| 18      | 170,4     | Wallers > Hélesmes                        | 1 600 m  | 03         |
| 17      | 177,2     | Hornaing > Wandignies-Hamage              | 3 700 m  | 04         |
| 16      | 184,7     | Warlaing > Brillon                        | 2 400 m  | 03         |
| 15      | 188,2     | Tilloy-lez-Marchiennes > Sars-et-Rosières | 2 400 m  | 04         |
| 14      | 194,5     | Beuvry-la-Forêt > Orchies                 | 1 400 m  | 03         |
| 13      | 199,5     | Orchies                                   | 1 700 m  | 03         |
| 12      | 205,6     | Auchy-lez-Orchies > Bersée                | 2 700 m  | 04         |
| 11      | 211,1     | Mons-en-Pévèle                            | 3 000 m  | 05         |
| 10      | 217,1     | Mérignies > Avelin                        | 700 m    | 02         |
| 9       | 220,5     | Pont-Thibaut > Ennevelin                  | 1 400 m  | 03         |
| 8       | 225,9     | Templeuve - L'Épinette                    | 200 m    | 01         |
| 8       | 226,4     | Templeuve - Moulin-de-Vertain             | 500 m    | 02         |
| 7       | 232,8     | Cysoing > Bourghelles                     | 1 300 m  | 03         |
| 6       | 235,3     | Bourghelles > Wannehain                   | 1 100 m  | 03         |
| 5       | 239,8     | Camphin-en-Pévèle                         | 1 800 m  | 04         |
| 4       | 242,5     | Carrefour de l'Arbre                      | 2 100 m  | 05         |
| 3       | 244,8     | Gruson                                    | 1 100 m  | 02         |
| 2       | 251,5     | Willems > Hem                             | 1 400 m  | 03         |
| 1       | 258,3     | Roubaix (Espace Charles Crupelandt)       | 300 m    | 01         |
| Total   | Total     | Total                                     | 55 700 m | 55 700 m   |

### Favoris
Le grand favori à la victoire est le double champion du monde sur route 2023 et de cyclo-cross 2024 et tenant du titre Mathieu van der Poel (Alpecin Deceuninck), déjà vainqueur cette année de l'E3 Saxo Bank Classic et du Tour des Flandres, une semaine plus tôt. Il se présente en candidat pour un doublé sur les Monuments flamands Ronde + Enfer du Nord qui n'a plus été réalisé depuis Fabian Cancellara en 2013. Les absences conjuguées de Wout van Aert, blessé (fractures diverses) et de Tadej Pogačar, en stage pour la préparation de la suite de sa saison, placent le Néerlandais comme principal candidat à la victoire à Roubaix. L'équipe Alpecin Deceuninck possède aussi en Jasper Philipsen, vainqueur à San-Remo, une seconde chance de victoire.
Parmi les autres favoris et principaux outsiders, on peut citer Mads Pedersen (Lidl-Trek), Stefan Küng (Groupama-FDJ), Alberto Bettiol (EF Education-EasyPost), Nils Politt (UAE Team Emirates), Tim Merlier (Soudal Quick-Step), Oier Lazkano (Movistar), Dylan van Baarle et Matteo Jorgenson (Visma Lease a Bike), Joshua Tarling (Ineos Grenadiers), Laurenz Rex (Intermarché-Wanty) et Anthony Turgis (TotalEnergies).

## Déroulement de la course
Membre d'un groupe de 28 hommes, Mathieu van der Poel attaque dans le secteur pavé no 13 d'Orchies à 59,7 km de Roubaix. Seul en tête, le champion du monde néerlandais creuse régulièrement un écart sur ses poursuivants qui forment un groupe de chasse de cinq hommes constitué de Mads Pedersen, Laurence Pithie, Stefan Küng, Nils Politt et contrôlé par son équipier Jasper Philipsen. Après la chute de Pithie à 30 kilomètres de l'arrivée, les quatre poursuivants concèdent un peu plus de terrain sur Mathieu van der Poel qui rejoint le vélodrome de Roubaix avec trois minutes d'avance et signe un doublé avec sa victoire de l'année passée ainsi qu'un doublé Tour des Flandres - Paris-Roubaix. Jasper Philipsen remporte quant à lui le sprint pour la deuxième place, réalisant un autre doublé, celui de l'équipe Alpecin-Deceuninck, le même que l'année dernière.
Cette 121e édition est la plus rapide de l’histoire de de Paris-Roubaix avec une moyenne de 47,802 km/h pour le vainqueur qui boucle les 259,7 km du parcours en 5 h 25 min 58 s. Le vent du sud, le plus souvent favorable, a sans doute contribué à cette moyenne record.

## Classement final
| \| Classement général \| Classement général \| Classement général \| Classement général \| Classement général \| \| Coureur \| Coureur \| Pays \| Équipe \| Temps \| \| ------------------ \| -------------------- \| ------------------ \| ------------------ \| ------------------ \| \| 1er \| Mathieu van der Poel \| Pays-Bas \| Alpecin-Deceuninck \| 5 h 25 min 58 s \| \| 2e \| Jasper Philipsen \| Belgique \| Alpecin-Deceuninck \| + 3 min 00 s \| \| 3e \| Mads Pedersen \| Danemark \| Lidl-Trek \| + 3 min 00 s \| \| 4e \| Nils Politt \| Allemagne \| UAE Team Emirates \| + 3 min 00 s \| \| 5e \| Stefan Küng \| Suisse \| Groupama-FDJ \| + 3 min 15 s \| \| 6e \| Gianni Vermeersch \| Belgique \| Alpecin-Deceuninck \| + 3 min 47 s \| \| 7e \| Laurence Pithie \| Nouvelle-Zélande \| Groupama-FDJ \| + 3 min 48 s \| \| 8e \| Jordi Meeus \| Belgique \| Bora-Hansgrohe \| + 4 min 47 s \| \| 9e \| Søren Wærenskjold \| Norvège \| Uno-X Mobility \| + 4 min 47 s \| \| 10e \| Madis Mihkels \| Estonie \| Intermarché-Wanty \| + 4 min 47 s \| |                      |                  |                    |                 |
| |                      |                  |                    |                 |
| Source : ProCyclingStats |                      |                  |                    |                 |
| Classement général |                      |                  |                    |                 |
| Coureur | Coureur              | Pays             | Équipe             | Temps           |
| 1er | Mathieu van der Poel | Pays-Bas         | Alpecin-Deceuninck | 5 h 25 min 58 s |
| 2e | Jasper Philipsen     | Belgique         | Alpecin-Deceuninck | + 3 min 00 s    |
| 3e | Mads Pedersen        | Danemark         | Lidl-Trek          | + 3 min 00 s    |
| 4e | Nils Politt          | Allemagne        | UAE Team Emirates  | + 3 min 00 s    |
| 5e | Stefan Küng          | Suisse           | Groupama-FDJ       | + 3 min 15 s    |
| 6e | Gianni Vermeersch    | Belgique         | Alpecin-Deceuninck | + 3 min 47 s    |
| 7e | Laurence Pithie      | Nouvelle-Zélande | Groupama-FDJ       | + 3 min 48 s    |
| 8e | Jordi Meeus          | Belgique         | Bora-Hansgrohe     | + 4 min 47 s    |
| 9e | Søren Wærenskjold    | Norvège          | Uno-X Mobility     | + 4 min 47 s    |
| 10e | Madis Mihkels        | Estonie          | Intermarché-Wanty  | + 4 min 47 s    |

### Classements UCI
La course est catégorisée de niveau 3 (les 5 « Monuments ») à l’ UCI World Tour . Les points sont attribués au Classement mondial UCI 2024 selon le barème suivant  :
| Position           | 1er | 2e  | 3e  | 4e  | 5e  | 6e  | 7e  | 8e  | 9e  | 10e | 11e | 12e | 13e | 14e | 15e | 16e à 20e | 21e à 30e | 31e à 50e | 51e à 55e | 56e à 60e |
| Classement général | 800 | 640 | 520 | 440 | 360 | 280 | 240 | 200 | 160 | 135 | 110 | 95  | 85  | 65  | 55  | 50        | 30        | 15        | 10        | 5         |

## Liste des participants
| Légende | Légende                                                                    | Légende | Légende                                                    |
| ------- | -------------------------------------------------------------------------- | ------- | ---------------------------------------------------------- |
| Num     | Dossard de départ porté par le coureur sur ce Paris-Roubaix                | Pos     | Position à l'arrivée de la course                          |
|         | Indique un maillot de champion national ou mondial, suivi de sa spécialité | NP      | Indique un coureur qui n'a pas pris le départ de la course |
| AB      | Indique un coureur qui n'a pas terminé la course                           | HD      | Indique un coureur qui a terminé la course hors des délais |
| DSQ     | Indique un coureur qui a été disqualifié de la course                      |         |                                                            |

| Alpecin-Deceuninck ADC | Alpecin-Deceuninck ADC             | Alpecin-Deceuninck ADC |
| ---------------------- | ---------------------------------- | ---------------------- |
| Num                    | Coureur                            | Pos                    |
| 1                      | Mathieu van der Poel (NED) (route) | 1er                    |
| 2                      | Silvan Dillier (SUI)               | 85e                    |
| 3                      | Timo Kielich (BEL)                 | 86e                    |
| 4                      | Jasper Philipsen (BEL)             | 2e                     |
| 5                      | Edward Planckaert (BEL)            | 45e                    |
| 6                      | Oscar Riesebeek (NED)              | HD                     |
| 7                      | Gianni Vermeersch (BEL)            | 6e                     |

| Team Visma \| Lease a Bike TVL | Team Visma \| Lease a Bike TVL   | Team Visma \| Lease a Bike TVL |
| ------------------------------ | -------------------------------- | ------------------------------ |
| Num                            | Coureur                          | Pos                            |
| 11                             | Dylan van Baarle (NED) (route)   | NP                             |
| 12                             | Edoardo Affini (ITA)             | 71e                            |
| 13                             | Per Strand Hagenes (NOR)         | 44e                            |
| 14                             | Christophe Laporte (FRA) (route) | 25e                            |
| 15                             | Julien Vermote (BEL)             | 52e                            |
| 16                             | Tim van Dijke (NED)              | 16e                            |
| 17                             | Mick van Dijke (NED)             | 19e                            |

| Lidl-Trek LTK | Lidl-Trek LTK               | Lidl-Trek LTK |
| ------------- | --------------------------- | ------------- |
| Num           | Coureur                     | Pos           |
| 21            | Mads Pedersen (DEN)         | 3e            |
| 22            | Tim Declercq (BEL)          | 39e           |
| 23            | Daan Hoole (NED)            | 53e           |
| 24            | Jonathan Milan (ITA)        | AB            |
| 25            | Edward Theuns (BEL)         | 47e           |
| 26            | Mathias Vacek (CZE) (route) | 43e           |
| 27            | Otto Vergaerde (BEL)        | AB            |

| Groupama-FDJ GFC | Groupama-FDJ GFC        | Groupama-FDJ GFC |
| ---------------- | ----------------------- | ---------------- |
| Num              | Coureur                 | Pos              |
| 31               | Stefan Küng (SUI)       | 5e               |
| 32               | Lewis Askey (GBR)       | 37e              |
| 33               | Sven Erik Bystrøm (NOR) | 74e              |
| 34               | Clément Davy (FRA)      | 90e              |
| 35               | Fabian Lienhard (SUI)   | 84e              |
| 36               | Laurence Pithie (NZL)   | 7e               |
| 37               | Marc Sarreau (FRA)      | 46e              |

| Team dsm-firmenich PostNL DFP | Team dsm-firmenich PostNL DFP | Team dsm-firmenich PostNL DFP |
| ----------------------------- | ----------------------------- | ----------------------------- |
| Num                           | Coureur                       | Pos                           |
| 41                            | John Degenkolb (GER)          | 11e                           |
| 42                            | Pavel Bittner (CZE)           | 29e                           |
| 43                            | Patrick Eddy (AUS)            | AB                            |
| 44                            | Nils Eekhoff (NED)            | 32e                           |
| 45                            | Niklas Märkl (GER)            | HD                            |
| 46                            | Tim Naberman (NED)            | HD                            |
| 47                            | Casper van Uden (NED)         | AB                            |

| Team Jayco AlUla JAY | Team Jayco AlUla JAY        | Team Jayco AlUla JAY |
| -------------------- | --------------------------- | -------------------- |
| Num                  | Coureur                     | Pos                  |
| 51                   | Max Walscheid (GER)         | 49e                  |
| 52                   | Luke Durbridge (AUS)        | AB                   |
| 53                   | Anders Foldager (DEN)       | HD                   |
| 54                   | Amund Grøndahl Jansen (NOR) | HD                   |
| 55                   | Kelland O'Brien (AUS)       | 110e                 |
| 56                   | Blake Quick (AUS)           | HD                   |
| 57                   | Elmar Reinders (NED)        | AB                   |

| Intermarché-Wanty IWA | Intermarché-Wanty IWA     | Intermarché-Wanty IWA |
| --------------------- | ------------------------- | --------------------- |
| Num                   | Coureur                   | Pos                   |
| 61                    | Laurenz Rex (BEL)         | AB                    |
| 62                    | Madis Mihkels (EST)       | 10e                   |
| 63                    | Hugo Page (FRA)           | 34e                   |
| 64                    | Adrien Petit (FRA)        | AB                    |
| 65                    | Baptiste Planckaert (BEL) | 59e                   |
| 66                    | Mike Teunissen (NED)      | 22e                   |
| 67                    | Gijs Van Hoecke (BEL)     | AB                    |

| Uno-X Mobility UXM | Uno-X Mobility UXM          | Uno-X Mobility UXM |
| ------------------ | --------------------------- | ------------------ |
| Num                | Coureur                     | Pos                |
| 71                 | Alexander Kristoff (NOR)    | 21e                |
| 72                 | Jonas Abrahamsen (NOR)      | 27e                |
| 73                 | Stian Fredheim (NOR)        | 65e                |
| 74                 | Tord Gudmestad (NOR)        | 89e                |
| 75                 | Erik Nordsæter Resell (NOR) | AB                 |
| 76                 | Rasmus Tiller (NOR)         | 28e                |
| 77                 | Søren Wærenskjold (NOR)     | 9e                 |

| UAE Team Emirates UAD | UAE Team Emirates UAD  | UAE Team Emirates UAD |
| --------------------- | ---------------------- | --------------------- |
| Num                   | Coureur                | Pos                   |
| 81                    | Nils Politt (GER)      | 4e                    |
| 82                    | Mikkel Bjerg (DEN)     | 51e                   |
| 83                    | Álvaro Hodeg (COL)     | AB                    |
| 85                    | Sebastián Molano (COL) | 76e                   |
| 86                    | António Morgado (POR)  | 87e                   |
| 87                    | Michael Vink (NZL)     | NP                    |
| 88                    | Tim Wellens (BEL)      | 15e                   |

| Ineos Grenadiers IGD | Ineos Grenadiers IGD | Ineos Grenadiers IGD |
| -------------------- | -------------------- | -------------------- |
| Num                  | Coureur              | Pos                  |
| 91                   | Ben Turner (GBR)     | AB                   |
| 92                   | Andrew August (USA)  | HD                   |
| 93                   | Ben Swift (GBR)      | 58e                  |
| 94                   | Connor Swift (GBR)   | 48e                  |
| 95                   | Tom Pidcock (GBR)    | 17e                  |
| 96                   | Joshua Tarling (GBR) | DQ                   |
| 97                   | Elia Viviani (ITA)   | AB                   |

| Bahrain Victorious TBV | Bahrain Victorious TBV    | Bahrain Victorious TBV |
| ---------------------- | ------------------------- | ---------------------- |
| Num                    | Coureur                   | Pos                    |
| 101                    | Fred Wright (GBR) (route) | 12e                    |
| 102                    | Kamil Gradek (POL)        | 41e                    |
| 103                    | Fran Miholjević (CRO)     | 102e                   |
| 104                    | Andrea Pasqualon (ITA)    | 50e                    |
| 105                    | Dušan Rajović (SRB)       | 92e                    |
| 106                    | Cameron Scott (AUS)       | HD                     |
| 107                    | Łukasz Wiśniowski (POL)   | AB                     |

| Soudal Quick-Step SOQ | Soudal Quick-Step SOQ    | Soudal Quick-Step SOQ |
| --------------------- | ------------------------ | --------------------- |
| Num                   | Coureur                  | Pos                   |
| 111                   | Yves Lampaert (BEL)      | 36e                   |
| 112                   | Kasper Asgreen (DEN)     | 88e                   |
| 113                   | Tim Merlier (BEL)        | AB                    |
| 114                   | Gianni Moscon (ITA)      | AB                    |
| 115                   | Casper Pedersen (DEN)    | AB                    |
| 116                   | Bert Van Lerberghe (BEL) | 42e                   |
| 117                   | Warre Vangheluwe (BEL)   | AB                    |

| Arkéa-B&B Hotels ARK | Arkéa-B&B Hotels ARK   | Arkéa-B&B Hotels ARK |
| -------------------- | ---------------------- | -------------------- |
| Num                  | Coureur                | Pos                  |
| 121                  | Luca Mozzato (ITA)     | 72e                  |
| 122                  | Jenthe Biermans (BEL)  | 23e                  |
| 123                  | David Dekker (NED)     | AB                   |
| 124                  | Donavan Grondin (FRA)  | 82e                  |
| 125                  | Daniel McLay (GBR)     | HD                   |
| 126                  | Miles Scotson (AUS)    | 105e                 |
| 127                  | Florian Sénéchal (FRA) | 60e                  |

| Bora-Hansgrohe BOH | Bora-Hansgrohe BOH   | Bora-Hansgrohe BOH |
| ------------------ | -------------------- | ------------------ |
| Num                | Coureur              | Pos                |
| 131                | Marco Haller (AUT)   | AB                 |
| 132                | Emil Herzog (GER)    | HD                 |
| 133                | Luis-Joe Lührs (GER) | AB                 |
| 134                | Filip Maciejuk (POL) | 97e                |
| 135                | Jordi Meeus (BEL)    | 8e                 |
| 136                | Ryan Mullen (IRL)    | AB                 |
| 137                | Sam Welsford (AUS)   | 83e                |

| Decathlon-AG2R La Mondiale DAT | Decathlon-AG2R La Mondiale DAT | Decathlon-AG2R La Mondiale DAT |
| ------------------------------ | ------------------------------ | ------------------------------ |
| Num                            | Coureur                        | Pos                            |
| 141                            | Oliver Naesen (BEL)            | 24e                            |
| 142                            | Edvald Boasson Hagen (NOR)     | 77e                            |
| 143                            | Dries De Bondt (BEL)           | AB                             |
| 144                            | Sander De Pestel (BEL)         | 40e                            |
| 145                            | Pierre Gautherat (FRA)         | 57e                            |
| 146                            | Jordan Labrosse (FRA)          | 101e                           |
| 147                            | Damien Touzé (FRA)             | 99e                            |

| EF Education-EasyPost EFE | EF Education-EasyPost EFE | EF Education-EasyPost EFE |
| ------------------------- | ------------------------- | ------------------------- |
| Num                       | Coureur                   | Pos                       |
| 151                       | Alberto Bettiol (ITA)     | AB                        |
| 152                       | Stefan Bissegger (SUI)    | 26e                       |
| 153                       | Owain Doull (GBR)         | 107e                      |
| 154                       | Lukas Nerurkar (GBR)      | AB                        |
| 155                       | Jonas Rutsch (GER)        | AB                        |
| 156                       | Harry Sweeny (AUS)        | 70e                       |
| 157                       | Jardi van der Lee (NED)   | HD                        |

| Cofidis COF | Cofidis COF                 | Cofidis COF |
| ----------- | --------------------------- | ----------- |
| Num         | Coureur                     | Pos         |
| 161         | Alexis Renard (FRA)         | HD          |
| 162         | Piet Allegaert (BEL)        | 35e         |
| 163         | Stanisław Aniołkowski (POL) | 73e         |
| 164         | Aimé De Gendt (BEL)         | 104e        |
| 165         | Milan Fretin (BEL)          | HD          |
| 166         | Christophe Noppe (BEL)      | AB          |
| 167         | Ludovic Robeet (BEL)        | 95e         |

| Movistar Team MOV | Movistar Team MOV          | Movistar Team MOV |
| ----------------- | -------------------------- | ----------------- |
| Num               | Coureur                    | Pos               |
| 171               | Oier Lazkano (ESP) (route) | AB                |
| 172               | Rémi Cavagna (FRA)         | 103e              |
| 173               | Iván García Cortina (ESP)  | 63e               |
| 174               | Johan Jacobs (SUI)         | 38e               |
| 175               | Mathias Norsgaard (DEN)    | 69e               |
| 176               | Manlio Moro (ITA)          | HD                |
| 177               | Vinicius Rangel (BRA)      | 94e               |

| TotalEnergies TEN | TotalEnergies TEN       | TotalEnergies TEN |
| ----------------- | ----------------------- | ----------------- |
| Num               | Coureur                 | Pos               |
| 181               | Anthony Turgis (FRA)    | 54e               |
| 182               | Lucas Boniface (FRA)    | AB                |
| 183               | Sandy Dujardin (FRA)    | 55e               |
| 184               | Thomas Gachignard (FRA) | 30e               |
| 185               | Émilien Jeannière (FRA) | AB                |
| 186               | Lorrenzo Manzin (FRA)   | AB                |
| 187               | Dries Van Gestel (BEL)  | 13e               |

| Lotto Dstny LTD | Lotto Dstny LTD          | Lotto Dstny LTD |
| --------------- | ------------------------ | --------------- |
| Num             | Coureur                  | Pos             |
| 191             | Cédric Beullens (BEL)    | 81e             |
| 192             | Sébastien Grignard (BEL) | 68e             |
| 193             | Jacopo Guarnieri (ITA)   | AB              |
| 194             | Mathijs Paasschens (NED) | HD              |
| 195             | Alec Segaert (BEL)       | 66e             |
| 196             | Liam Slock (BEL)         | 20e             |
| 197             | Brent Van Moer (BEL)     | 56e             |

| Astana Qazaqstan Team AST | Astana Qazaqstan Team AST | Astana Qazaqstan Team AST |
| ------------------------- | ------------------------- | ------------------------- |
| Num                       | Coureur                   | Pos                       |
| 201                       | Cees Bol (NED)            | 80e                       |
| 202                       | Yevgeniy Fedorov (KAZ)    | 14e                       |
| 203                       | Yevgeniy Gidich (KAZ)     | AB                        |
| 204                       | Dmitriy Gruzdev (KAZ)     | AB                        |
| 205                       | Michael Mørkøv (DEN)      | NP                        |
| 206                       | Rüdiger Selig (GER)       | 64e                       |
| 207                       | Gleb Syritsa              | AB                        |

| Israel-Premier Tech IPT | Israel-Premier Tech IPT | Israel-Premier Tech IPT |
| ----------------------- | ----------------------- | ----------------------- |
| Num                     | Coureur                 | Pos                     |
| 211                     | Riley Sheehan (USA)     | 75e                     |
| 212                     | Guillaume Boivin (CAN)  | AB                      |
| 213                     | Hugo Hofstetter (FRA)   | 79e                     |
| 214                     | Riley Pickrell (CAN)    | HD                      |
| 215                     | Nadav Raisberg (ISR)    | 67e                     |
| 216                     | Tom Van Asbroeck (BEL)  | 31e                     |
| 217                     | Rick Zabel (GER)        | 106e                    |

| Q36.5 Pro Cycling Team Q36 | Q36.5 Pro Cycling Team Q36 | Q36.5 Pro Cycling Team Q36 |
| -------------------------- | -------------------------- | -------------------------- |
| Num                        | Coureur                    | Pos                        |
| 221                        | Jannik Steimle (GER)       | 33e                        |
| 222                        | Fabio Christen (SUI)       | 61e                        |
| 223                        | Tobias Ludvigsson (SWE)    | AB                         |
| 224                        | Kamil Małecki (POL)        | 18e                        |
| 225                        | Cyrus Monk (AUS)           | HD                         |
| 226                        | Joey Rosskopf (USA)        | 109e                       |
| 227                        | Rory Townsend (IRL)        | 108e                       |

| Bingoal WB BWB | Bingoal WB BWB            | Bingoal WB BWB |
| -------------- | ------------------------- | -------------- |
| Num            | Coureur                   | Pos            |
| 231            | Jelle Vermoote (BEL)      | AB             |
| 232            | Louis Blouwe (BEL)        | AB             |
| 233            | Luca De Meester (BEL)     | 100e           |
| 234            | Cériel Desal (BEL)        | 78e            |
| 235            | Alexander Salby (DEN)     | AB             |
| 236            | Aaron Van der Beken (BEL) | 96e            |
| 237            | Sasha Weemaes (BEL)       | AB             |

| Team Flanders-Baloise TFB | Team Flanders-Baloise TFB | Team Flanders-Baloise TFB |
| ------------------------- | ------------------------- | ------------------------- |
| Num                       | Coureur                   | Pos                       |
| 241                       | Lars Craps (BEL)          | AB                        |
| 242                       | Siebe Deweirdt (BEL)      | AB                        |
| 243                       | Jules Hesters (BEL)       | 62e                       |
| 244                       | Dylan Vandenstorme (BEL)  | 93e                       |
| 245                       | Yentl Vandevelde (BEL)    | 91e                       |
| 246                       | Ward Vanhoof (BEL)        | 98e                       |
| 247                       | Victor Vercouillie (BEL)  | HD                        |

| Alpecin-Deceuninck ADC | Alpecin-Deceuninck ADC             | Alpecin-Deceuninck ADC |
| ---------------------- | ---------------------------------- | ---------------------- |
| Num                    | Coureur                            | Pos                    |
| 1                      | Mathieu van der Poel (NED) (route) | 1er                    |
| 2                      | Silvan Dillier (SUI)               | 85e                    |
| 3                      | Timo Kielich (BEL)                 | 86e                    |
| 4                      | Jasper Philipsen (BEL)             | 2e                     |
| 5                      | Edward Planckaert (BEL)            | 45e                    |
| 6                      | Oscar Riesebeek (NED)              | HD                     |
| 7                      | Gianni Vermeersch (BEL)            | 6e                     |

| Team Visma \| Lease a Bike TVL | Team Visma \| Lease a Bike TVL   | Team Visma \| Lease a Bike TVL |
| ------------------------------ | -------------------------------- | ------------------------------ |
| Num                            | Coureur                          | Pos                            |
| 11                             | Dylan van Baarle (NED) (route)   | NP                             |
| 12                             | Edoardo Affini (ITA)             | 71e                            |
| 13                             | Per Strand Hagenes (NOR)         | 44e                            |
| 14                             | Christophe Laporte (FRA) (route) | 25e                            |
| 15                             | Julien Vermote (BEL)             | 52e                            |
| 16                             | Tim van Dijke (NED)              | 16e                            |
| 17                             | Mick van Dijke (NED)             | 19e                            |

| Lidl-Trek LTK | Lidl-Trek LTK               | Lidl-Trek LTK |
| ------------- | --------------------------- | ------------- |
| Num           | Coureur                     | Pos           |
| 21            | Mads Pedersen (DEN)         | 3e            |
| 22            | Tim Declercq (BEL)          | 39e           |
| 23            | Daan Hoole (NED)            | 53e           |
| 24            | Jonathan Milan (ITA)        | AB            |
| 25            | Edward Theuns (BEL)         | 47e           |
| 26            | Mathias Vacek (CZE) (route) | 43e           |
| 27            | Otto Vergaerde (BEL)        | AB            |

| Groupama-FDJ GFC | Groupama-FDJ GFC        | Groupama-FDJ GFC |
| ---------------- | ----------------------- | ---------------- |
| Num              | Coureur                 | Pos              |
| 31               | Stefan Küng (SUI)       | 5e               |
| 32               | Lewis Askey (GBR)       | 37e              |
| 33               | Sven Erik Bystrøm (NOR) | 74e              |
| 34               | Clément Davy (FRA)      | 90e              |
| 35               | Fabian Lienhard (SUI)   | 84e              |
| 36               | Laurence Pithie (NZL)   | 7e               |
| 37               | Marc Sarreau (FRA)      | 46e              |

| Team dsm-firmenich PostNL DFP | Team dsm-firmenich PostNL DFP | Team dsm-firmenich PostNL DFP |
| ----------------------------- | ----------------------------- | ----------------------------- |
| Num                           | Coureur                       | Pos                           |
| 41                            | John Degenkolb (GER)          | 11e                           |
| 42                            | Pavel Bittner (CZE)           | 29e                           |
| 43                            | Patrick Eddy (AUS)            | AB                            |
| 44                            | Nils Eekhoff (NED)            | 32e                           |
| 45                            | Niklas Märkl (GER)            | HD                            |
| 46                            | Tim Naberman (NED)            | HD                            |
| 47                            | Casper van Uden (NED)         | AB                            |

| Team Jayco AlUla JAY | Team Jayco AlUla JAY        | Team Jayco AlUla JAY |
| -------------------- | --------------------------- | -------------------- |
| Num                  | Coureur                     | Pos                  |
| 51                   | Max Walscheid (GER)         | 49e                  |
| 52                   | Luke Durbridge (AUS)        | AB                   |
| 53                   | Anders Foldager (DEN)       | HD                   |
| 54                   | Amund Grøndahl Jansen (NOR) | HD                   |
| 55                   | Kelland O'Brien (AUS)       | 110e                 |
| 56                   | Blake Quick (AUS)           | HD                   |
| 57                   | Elmar Reinders (NED)        | AB                   |

| Intermarché-Wanty IWA | Intermarché-Wanty IWA     | Intermarché-Wanty IWA |
| --------------------- | ------------------------- | --------------------- |
| Num                   | Coureur                   | Pos                   |
| 61                    | Laurenz Rex (BEL)         | AB                    |
| 62                    | Madis Mihkels (EST)       | 10e                   |
| 63                    | Hugo Page (FRA)           | 34e                   |
| 64                    | Adrien Petit (FRA)        | AB                    |
| 65                    | Baptiste Planckaert (BEL) | 59e                   |
| 66                    | Mike Teunissen (NED)      | 22e                   |
| 67                    | Gijs Van Hoecke (BEL)     | AB                    |

| Uno-X Mobility UXM | Uno-X Mobility UXM          | Uno-X Mobility UXM |
| ------------------ | --------------------------- | ------------------ |
| Num                | Coureur                     | Pos                |
| 71                 | Alexander Kristoff (NOR)    | 21e                |
| 72                 | Jonas Abrahamsen (NOR)      | 27e                |
| 73                 | Stian Fredheim (NOR)        | 65e                |
| 74                 | Tord Gudmestad (NOR)        | 89e                |
| 75                 | Erik Nordsæter Resell (NOR) | AB                 |
| 76                 | Rasmus Tiller (NOR)         | 28e                |
| 77                 | Søren Wærenskjold (NOR)     | 9e                 |

| UAE Team Emirates UAD | UAE Team Emirates UAD  | UAE Team Emirates UAD |
| --------------------- | ---------------------- | --------------------- |
| Num                   | Coureur                | Pos                   |
| 81                    | Nils Politt (GER)      | 4e                    |
| 82                    | Mikkel Bjerg (DEN)     | 51e                   |
| 83                    | Álvaro Hodeg (COL)     | AB                    |
| 85                    | Sebastián Molano (COL) | 76e                   |
| 86                    | António Morgado (POR)  | 87e                   |
| 87                    | Michael Vink (NZL)     | NP                    |
| 88                    | Tim Wellens (BEL)      | 15e                   |

| Ineos Grenadiers IGD | Ineos Grenadiers IGD | Ineos Grenadiers IGD |
| -------------------- | -------------------- | -------------------- |
| Num                  | Coureur              | Pos                  |
| 91                   | Ben Turner (GBR)     | AB                   |
| 92                   | Andrew August (USA)  | HD                   |
| 93                   | Ben Swift (GBR)      | 58e                  |
| 94                   | Connor Swift (GBR)   | 48e                  |
| 95                   | Tom Pidcock (GBR)    | 17e                  |
| 96                   | Joshua Tarling (GBR) | DQ                   |
| 97                   | Elia Viviani (ITA)   | AB                   |

| Bahrain Victorious TBV | Bahrain Victorious TBV    | Bahrain Victorious TBV |
| ---------------------- | ------------------------- | ---------------------- |
| Num                    | Coureur                   | Pos                    |
| 101                    | Fred Wright (GBR) (route) | 12e                    |
| 102                    | Kamil Gradek (POL)        | 41e                    |
| 103                    | Fran Miholjević (CRO)     | 102e                   |
| 104                    | Andrea Pasqualon (ITA)    | 50e                    |
| 105                    | Dušan Rajović (SRB)       | 92e                    |
| 106                    | Cameron Scott (AUS)       | HD                     |
| 107                    | Łukasz Wiśniowski (POL)   | AB                     |

| Soudal Quick-Step SOQ | Soudal Quick-Step SOQ    | Soudal Quick-Step SOQ |
| --------------------- | ------------------------ | --------------------- |
| Num                   | Coureur                  | Pos                   |
| 111                   | Yves Lampaert (BEL)      | 36e                   |
| 112                   | Kasper Asgreen (DEN)     | 88e                   |
| 113                   | Tim Merlier (BEL)        | AB                    |
| 114                   | Gianni Moscon (ITA)      | AB                    |
| 115                   | Casper Pedersen (DEN)    | AB                    |
| 116                   | Bert Van Lerberghe (BEL) | 42e                   |
| 117                   | Warre Vangheluwe (BEL)   | AB                    |

| Arkéa-B&B Hotels ARK | Arkéa-B&B Hotels ARK   | Arkéa-B&B Hotels ARK |
| -------------------- | ---------------------- | -------------------- |
| Num                  | Coureur                | Pos                  |
| 121                  | Luca Mozzato (ITA)     | 72e                  |
| 122                  | Jenthe Biermans (BEL)  | 23e                  |
| 123                  | David Dekker (NED)     | AB                   |
| 124                  | Donavan Grondin (FRA)  | 82e                  |
| 125                  | Daniel McLay (GBR)     | HD                   |
| 126                  | Miles Scotson (AUS)    | 105e                 |
| 127                  | Florian Sénéchal (FRA) | 60e                  |

| Bora-Hansgrohe BOH | Bora-Hansgrohe BOH   | Bora-Hansgrohe BOH |
| ------------------ | -------------------- | ------------------ |
| Num                | Coureur              | Pos                |
| 131                | Marco Haller (AUT)   | AB                 |
| 132                | Emil Herzog (GER)    | HD                 |
| 133                | Luis-Joe Lührs (GER) | AB                 |
| 134                | Filip Maciejuk (POL) | 97e                |
| 135                | Jordi Meeus (BEL)    | 8e                 |
| 136                | Ryan Mullen (IRL)    | AB                 |
| 137                | Sam Welsford (AUS)   | 83e                |

| Decathlon-AG2R La Mondiale DAT | Decathlon-AG2R La Mondiale DAT | Decathlon-AG2R La Mondiale DAT |
| ------------------------------ | ------------------------------ | ------------------------------ |
| Num                            | Coureur                        | Pos                            |
| 141                            | Oliver Naesen (BEL)            | 24e                            |
| 142                            | Edvald Boasson Hagen (NOR)     | 77e                            |
| 143                            | Dries De Bondt (BEL)           | AB                             |
| 144                            | Sander De Pestel (BEL)         | 40e                            |
| 145                            | Pierre Gautherat (FRA)         | 57e                            |
| 146                            | Jordan Labrosse (FRA)          | 101e                           |
| 147                            | Damien Touzé (FRA)             | 99e                            |

| EF Education-EasyPost EFE | EF Education-EasyPost EFE | EF Education-EasyPost EFE |
| ------------------------- | ------------------------- | ------------------------- |
| Num                       | Coureur                   | Pos                       |
| 151                       | Alberto Bettiol (ITA)     | AB                        |
| 152                       | Stefan Bissegger (SUI)    | 26e                       |
| 153                       | Owain Doull (GBR)         | 107e                      |
| 154                       | Lukas Nerurkar (GBR)      | AB                        |
| 155                       | Jonas Rutsch (GER)        | AB                        |
| 156                       | Harry Sweeny (AUS)        | 70e                       |
| 157                       | Jardi van der Lee (NED)   | HD                        |

| Cofidis COF | Cofidis COF                 | Cofidis COF |
| ----------- | --------------------------- | ----------- |
| Num         | Coureur                     | Pos         |
| 161         | Alexis Renard (FRA)         | HD          |
| 162         | Piet Allegaert (BEL)        | 35e         |
| 163         | Stanisław Aniołkowski (POL) | 73e         |
| 164         | Aimé De Gendt (BEL)         | 104e        |
| 165         | Milan Fretin (BEL)          | HD          |
| 166         | Christophe Noppe (BEL)      | AB          |
| 167         | Ludovic Robeet (BEL)        | 95e         |

| Movistar Team MOV | Movistar Team MOV          | Movistar Team MOV |
| ----------------- | -------------------------- | ----------------- |
| Num               | Coureur                    | Pos               |
| 171               | Oier Lazkano (ESP) (route) | AB                |
| 172               | Rémi Cavagna (FRA)         | 103e              |
| 173               | Iván García Cortina (ESP)  | 63e               |
| 174               | Johan Jacobs (SUI)         | 38e               |
| 175               | Mathias Norsgaard (DEN)    | 69e               |
| 176               | Manlio Moro (ITA)          | HD                |
| 177               | Vinicius Rangel (BRA)      | 94e               |

| TotalEnergies TEN | TotalEnergies TEN       | TotalEnergies TEN |
| ----------------- | ----------------------- | ----------------- |
| Num               | Coureur                 | Pos               |
| 181               | Anthony Turgis (FRA)    | 54e               |
| 182               | Lucas Boniface (FRA)    | AB                |
| 183               | Sandy Dujardin (FRA)    | 55e               |
| 184               | Thomas Gachignard (FRA) | 30e               |
| 185               | Émilien Jeannière (FRA) | AB                |
| 186               | Lorrenzo Manzin (FRA)   | AB                |
| 187               | Dries Van Gestel (BEL)  | 13e               |

| Lotto Dstny LTD | Lotto Dstny LTD          | Lotto Dstny LTD |
| --------------- | ------------------------ | --------------- |
| Num             | Coureur                  | Pos             |
| 191             | Cédric Beullens (BEL)    | 81e             |
| 192             | Sébastien Grignard (BEL) | 68e             |
| 193             | Jacopo Guarnieri (ITA)   | AB              |
| 194             | Mathijs Paasschens (NED) | HD              |
| 195             | Alec Segaert (BEL)       | 66e             |
| 196             | Liam Slock (BEL)         | 20e             |
| 197             | Brent Van Moer (BEL)     | 56e             |

| Astana Qazaqstan Team AST | Astana Qazaqstan Team AST | Astana Qazaqstan Team AST |
| ------------------------- | ------------------------- | ------------------------- |
| Num                       | Coureur                   | Pos                       |
| 201                       | Cees Bol (NED)            | 80e                       |
| 202                       | Yevgeniy Fedorov (KAZ)    | 14e                       |
| 203                       | Yevgeniy Gidich (KAZ)     | AB                        |
| 204                       | Dmitriy Gruzdev (KAZ)     | AB                        |
| 205                       | Michael Mørkøv (DEN)      | NP                        |
| 206                       | Rüdiger Selig (GER)       | 64e                       |
| 207                       | Gleb Syritsa              | AB                        |

| Israel-Premier Tech IPT | Israel-Premier Tech IPT | Israel-Premier Tech IPT |
| ----------------------- | ----------------------- | ----------------------- |
| Num                     | Coureur                 | Pos                     |
| 211                     | Riley Sheehan (USA)     | 75e                     |
| 212                     | Guillaume Boivin (CAN)  | AB                      |
| 213                     | Hugo Hofstetter (FRA)   | 79e                     |
| 214                     | Riley Pickrell (CAN)    | HD                      |
| 215                     | Nadav Raisberg (ISR)    | 67e                     |
| 216                     | Tom Van Asbroeck (BEL)  | 31e                     |
| 217                     | Rick Zabel (GER)        | 106e                    |

| Q36.5 Pro Cycling Team Q36 | Q36.5 Pro Cycling Team Q36 | Q36.5 Pro Cycling Team Q36 |
| -------------------------- | -------------------------- | -------------------------- |
| Num                        | Coureur                    | Pos                        |
| 221                        | Jannik Steimle (GER)       | 33e                        |
| 222                        | Fabio Christen (SUI)       | 61e                        |
| 223                        | Tobias Ludvigsson (SWE)    | AB                         |
| 224                        | Kamil Małecki (POL)        | 18e                        |
| 225                        | Cyrus Monk (AUS)           | HD                         |
| 226                        | Joey Rosskopf (USA)        | 109e                       |
| 227                        | Rory Townsend (IRL)        | 108e                       |

| Bingoal WB BWB | Bingoal WB BWB            | Bingoal WB BWB |
| -------------- | ------------------------- | -------------- |
| Num            | Coureur                   | Pos            |
| 231            | Jelle Vermoote (BEL)      | AB             |
| 232            | Louis Blouwe (BEL)        | AB             |
| 233            | Luca De Meester (BEL)     | 100e           |
| 234            | Cériel Desal (BEL)        | 78e            |
| 235            | Alexander Salby (DEN)     | AB             |
| 236            | Aaron Van der Beken (BEL) | 96e            |
| 237            | Sasha Weemaes (BEL)       | AB             |

| Team Flanders-Baloise TFB | Team Flanders-Baloise TFB | Team Flanders-Baloise TFB |
| ------------------------- | ------------------------- | ------------------------- |
| Num                       | Coureur                   | Pos                       |
| 241                       | Lars Craps (BEL)          | AB                        |
| 242                       | Siebe Deweirdt (BEL)      | AB                        |
| 243                       | Jules Hesters (BEL)       | 62e                       |
| 244                       | Dylan Vandenstorme (BEL)  | 93e                       |
| 245                       | Yentl Vandevelde (BEL)    | 91e                       |
| 246                       | Ward Vanhoof (BEL)        | 98e                       |
| 247                       | Victor Vercouillie (BEL)  | HD                        |